# 百花洲 (济南)
36°40′15.20″N 117°1′6.67″E / 36.6708889°N 117.0185194°E

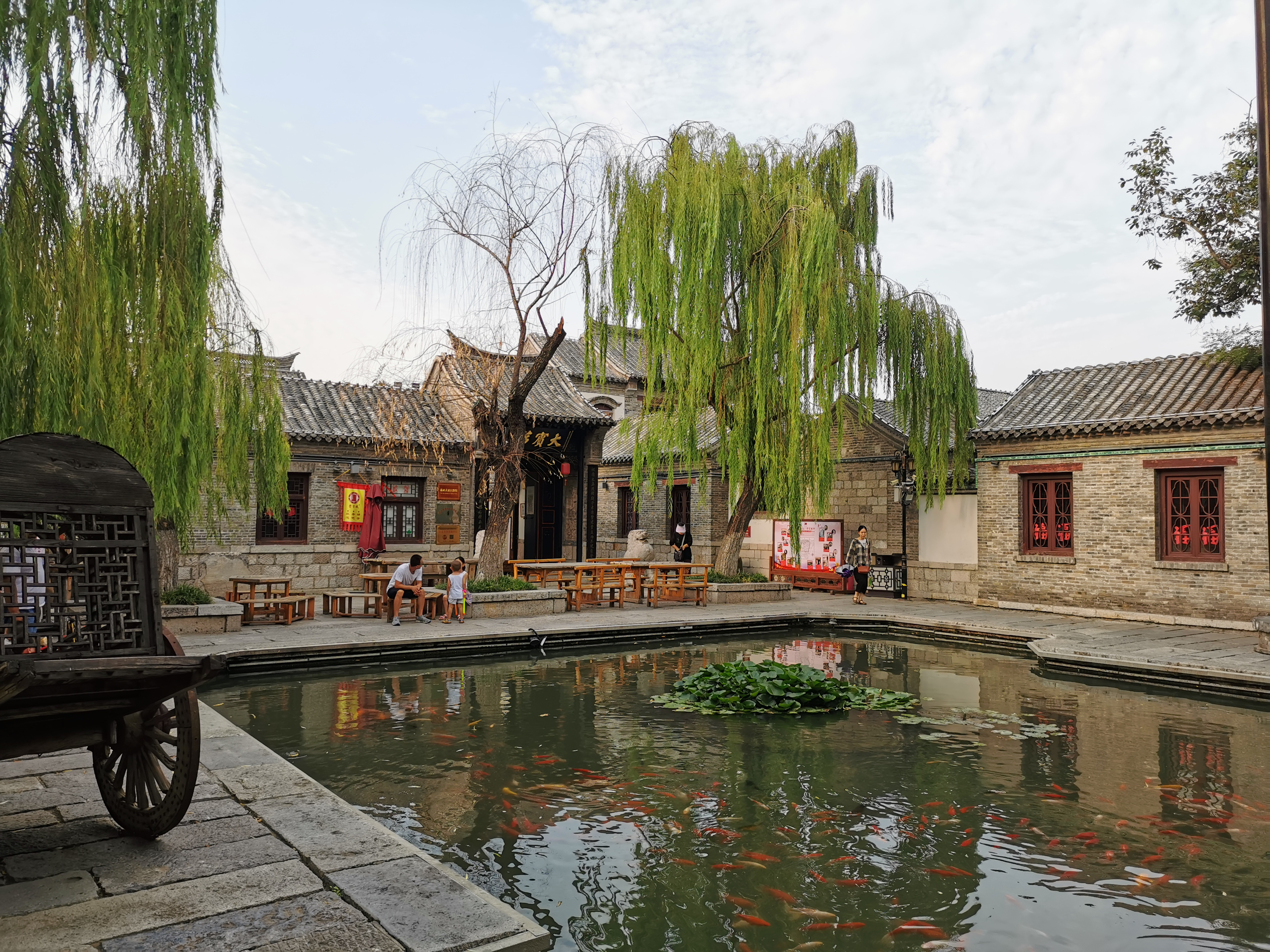
整改後的百花洲，攝於2019年夏季

百花洲，又名百花汀、百花池、小南湖，位于山东省济南市历下区，为大明湖畔的重要风景区。

## 地理
百花洲为济南内城中水系的重要组成部分，珍珠泉泉群中如珍珠泉、濯缨泉（王府池子）、芙蓉泉的泉水多经明渠或暗沟汇流至此，然后注入大明湖。古时水域面积很大，四周房舍参差错落，附近居民多于水中植白莲，岸旁栽杨柳。后因河道淤塞，水位减落，加上周边民居挤占，湖面不断缩小。
今东岸一带原为洲中小岛，北宋熙宁年间曾巩任齐州知州时，在大明湖上筑百花堤，在岛上建百花台（因百花堤而得名，亦以曾巩别号名“南丰台”）。明代，诗人李攀龙晚年在百花洲上建白雪楼，楼四周环水，仅靠小船与湖岸相通，共三层，自下而上为客室、书斋及其爱妾蔡姬闺房。后曾被明末诗人王象春购得，修葺后更名为问山亭，在此著有《齐音》、《问山亭集》等。今建筑均已不存。
百花洲北原有联系百花洲和大明湖的东西向单孔石拱桥鹊华桥，始建于宋代，原名百花桥，元代改称鹊华桥，20世纪40年代因路面改造而拆除。当时百花洲备有画舫，游人可在此登船，穿桥入大明湖，然后自汇波楼下出水北门，入小清河，穿行于稻田、藕池与村舍，最后直达华山脚下的鹊山湖。另外，当时在桥顶向北可以眺望到济南北郊遥遥相对、朦胧隐现于烟雨之中的鹊山和华山，即为历下八景中的“鹊华烟雨”。

## 历史文化街区
百花洲今已开发为百花洲历史文化街区，为山东省政府公布的历史文化街区，2016年6月1日整改完成并对外开放。其充分利用该区域商业开发较少的特点，修旧如旧，最大限度保留明清时期老建筑的样貌风韵，并修筑了非遗文化展示馆、百花洲剧场、雨荷居、泉水人家博物馆等文化旅游设施。
根据官方规划，百花洲历史文化街区东至县西巷、珍池街、西更道街、院前街一线，西临贡院墙根街，南至泉城路，北临大明湖路，总用地面积25.7公顷。济南府学文庙、芙蓉街、王府池子亦在此保护范围之内，但不含珍珠泉。

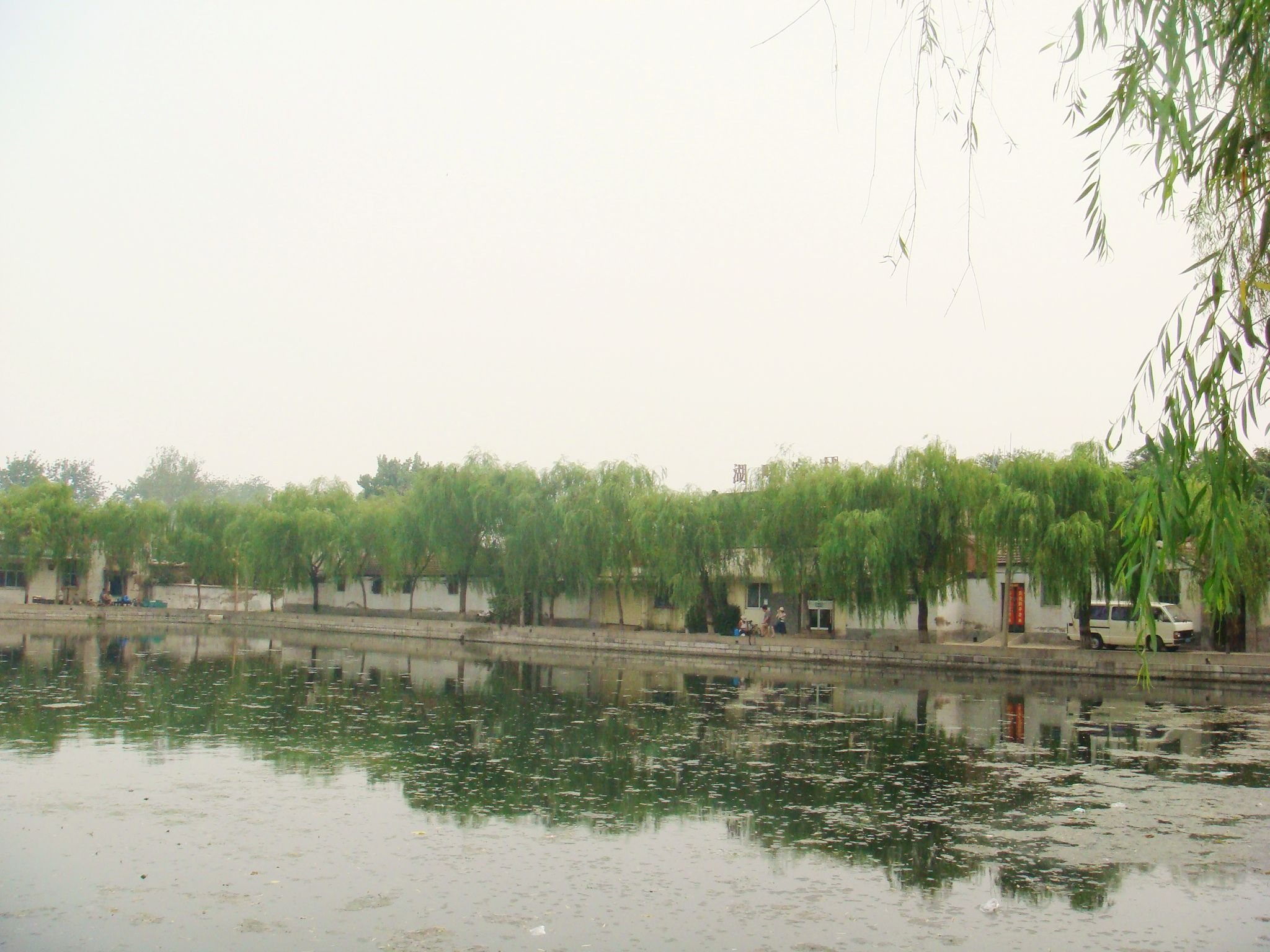
百花洲，拍摄于2009年夏季，图中的东侧民居今已拆除
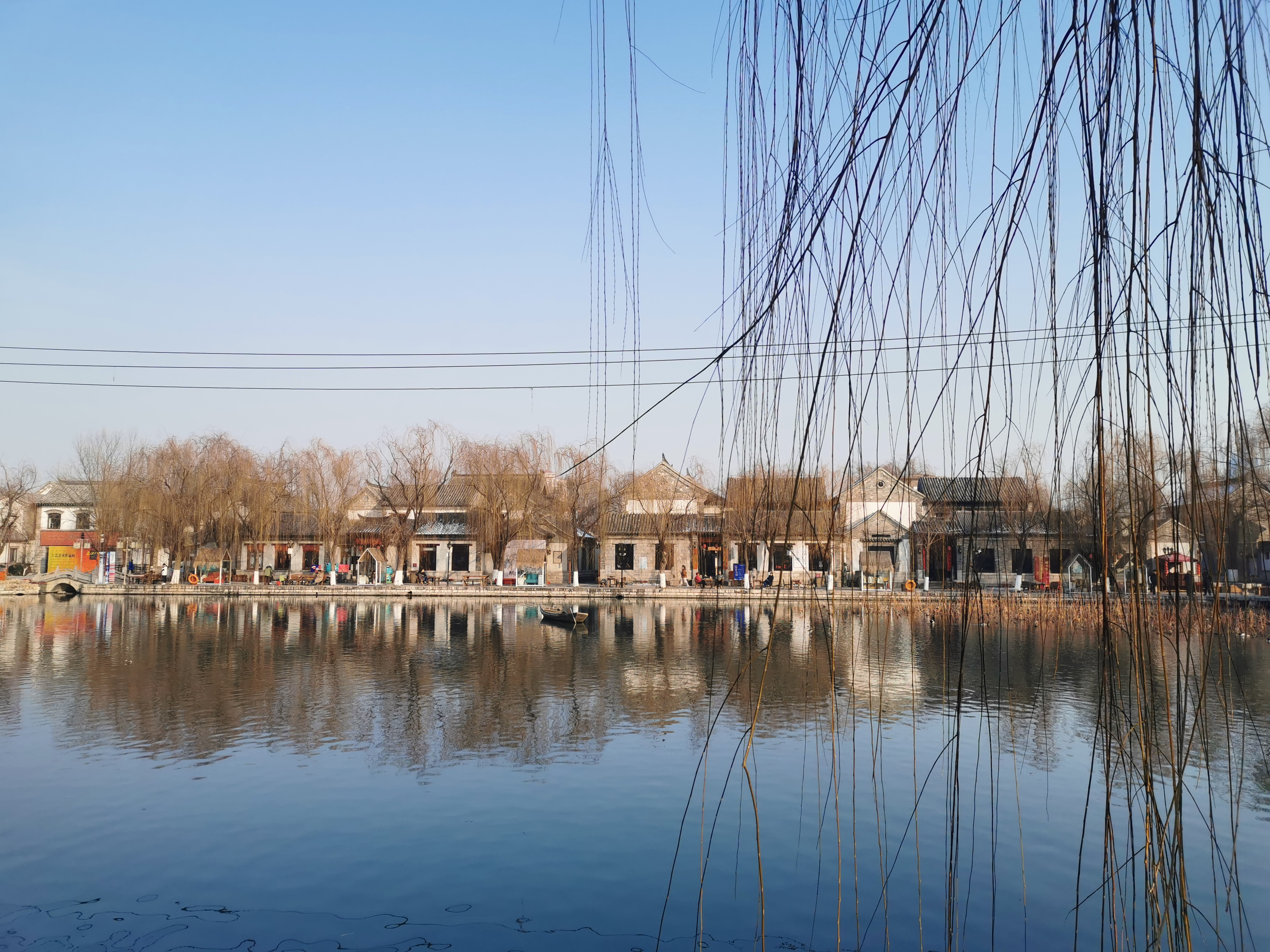
冬日的百花洲（東側）
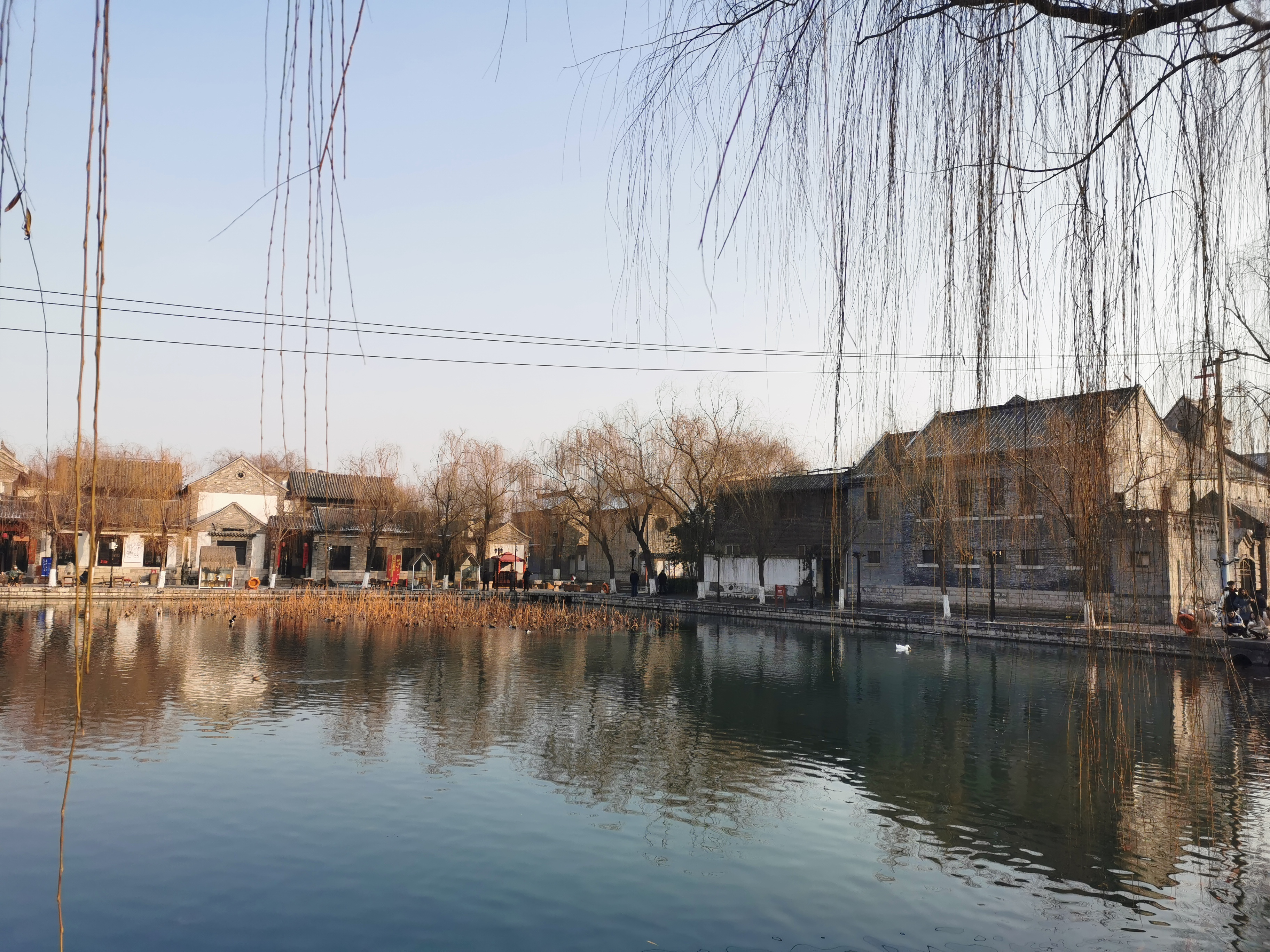
冬日的百花洲（南側）